# GSC3172-856
GSC3172-856 — хімічно пекулярна зоря спектрального класу F0, що має видиму зоряну величину в смузі V приблизно  9,3.

## Пекулярний хімічний склад
Зоряна атмосфера GSC3172-856 має підвищений вміст 
Si
.